# S10 (Georgië)
De S10 (Georgisch: საერთაშორისო მნიშვნელობის გზა ს10, Saertashoriso mnishvnelobis gza S10, weg van internationaal belang S10), ook bekend als 'Gori - Tschinvali - Goepta - Dzjava - Roki (grens van de Russische Federatie)' en 'Transkam', is een 92,5 kilometer lange hoofdroute binnen het Georgische wegennet. De S10 voert voor het grootste deel door het feitelijk afgescheiden en vanuit centraal-Georgië niet toegankelijke Zuid-Ossetië.

## Route
De S10 is een tweebaansweg van Gori via Tschinvali naar Rusland door de Roki-tunnel, die op de Georgisch-Russische grens ligt en de Grote Kaukasus kruist. Na de grens gaat de weg in Rusland verder als A-164 naar Alagir en sluit daar aan op de R-217 "Kaukasus Highway". De S10 ligt voor het grootste deel in het de facto afgescheiden Zuid-Ossetië, dat de Georgische autoriteiten niet meer controleren. Bij de feitelijke grens van Zuid-Ossetië, tussen het dorp Ergneti en de Zuid-Osseetse hoofdstad Tschinvali, is de weg in beide richtingen afgesloten voor doorgaand verkeer. 
De route begint Gori op een hoogte van 600 meter boven zeeniveau en bereikt zijn hoogste punt van 2.112 meter boven zeeniveau bij het zuidelijke portaal van de Roki-tunnel. Deze tunnel werd in 1984 geopend en was toen de langste in de Sovjet-Unie. De S10 loopt voor een groot deel parallel aan de Liachvi, een belangrijke zijrivier van de Mtkvari. Net buiten Gori kruist de S10 de S1, de belangrijkste snelweg door Georgië. 

## Achtergrond
De hedendaagse S10 was verdeeld over verschillende wegnummers in het systeem dat in 1982 in de Sovjet-Unie was geïntroduceerd. Het segment Gori-Tschinvali-Dzjava was onderdeel van de R-2 die vanaf Gori via Kvaisa naar Oni liep. Het segment Dzjava-Roki van de hedendaagse S10 werd R-24 genummerd toen in 1986 de Transkam door de Roki-tunnel werd geopend. Aan de Russische zijde van de tunnel ging de Transkam destijds verder als R-297 naar Alagir. De R-nummers werden per sovjetrepubliek toegekend. Zodoende kregen doorgaande wegen tussen sovjetrepublieken toch een apart nummer. Vóór de jaren tachtig was de route van de S10 ongenummerd, zoals bij de meeste Sovjetwegen het geval was.
In 1996 werd het moderne Georgische wegnummeringssysteem geïntroduceerd en werd de "S10 Gori - Tschinvali-Goepta-Dzjava-Roki (grens van de Russische Federatie)" ingevoerd, die de oude nummers verving. Het deel Dzjava-Oni van de Sovjet R-2 werd in 1996 hernummerd in Sh25.

### Goeftinsky-brug
Bij het Zuid-Osseetse dorp Goepta werd in 1929 de Goeftinsky-brug over de Patsa-rivier gebouwd. De boogbrug in de weg Tschinvali-Oni werd met Duitse hulp ontworpen en in een recordtijd van 10 maanden gebouwd. Met een lengte van 72 meter en een hoogte van 22 meter was de brug destijds ongekend in Transkaukasië. In de jaren 1980 werd naast deze brug een nieuwe staal-betonbrug gebouwd voor de aanleg van de Transkam naar Rusland en raakte de oude brug buiten gebruik. 

### Transkam

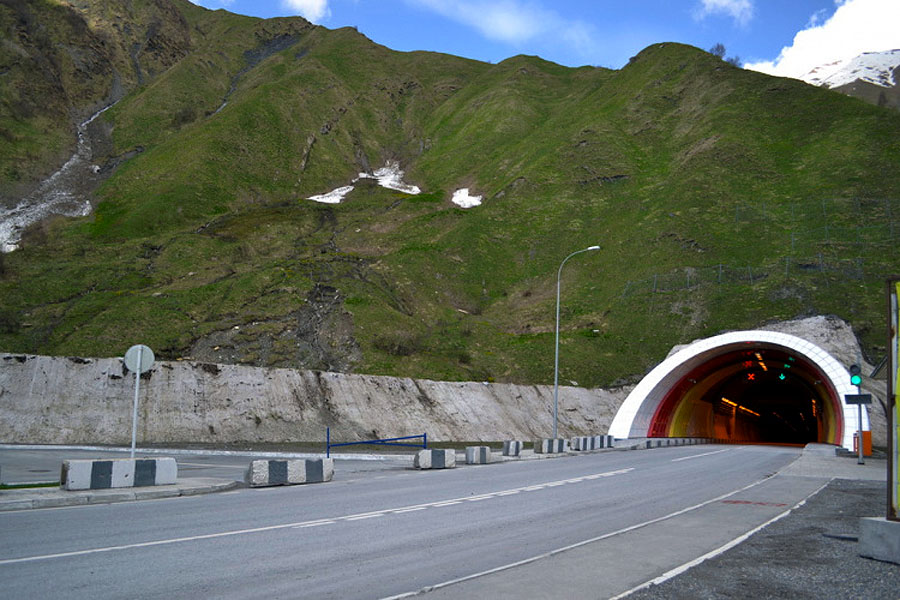
Zuidportaal Roki-tunnel

Voordat de tunnel door de Roki-pas aangelegd werd was er geen directe weg van de Zuid-Ossetische Autonome Oblast naar de Noord-Ossetische Autonome SSR. Er was een karrenspoor na een afgebroken poging in de 19e eeuw om een weg aan te leggen. In plaats daarvan werd in de 19e eeuw de Osseetse Militaire Weg aangelegd van Alagir via de Mamisonpas naar het Georgische Oni en Koetaisi, die tot 1986 de kortste route was om Zuid-Ossetië over de weg vanuit het noorden te bereiken, naast de langere Georgische Militaire Weg via Kazbegi. Anders dan de naam doet vermoeden passeerde de 19e-eeuwse Osseetse Militaire Weg niet het Osseetse leefgebied in Georgië.
Het gebrek aan directe verbindingen tussen de Osseetse gemeenschappen aan weerszijden van de Kaukasus bracht de Osseetse autonome autoriteiten ertoe campagne te voeren binnen de Sovjet-Unie voor een spoorlijn en later een weg door de bergen. Na een laatste poging in de late jaren 1940 om een spoorverbinding aan te leggen met een tunnel onder de Dzomag-pas, drie kilometer ten westen van de Roki-pas, en na verschillende studies naar een wegverbinding besloot de Raad van Ministers van de Sovjet-Unie in 1971 tot een wegverbinding met een tunnel door de Roki-pas. Het opwaarderen van de bestaande route via de Mamisonpas met een tunnel werd eerder onderzocht, maar werd verworpen ten gunste van de Roki-variant die een minder lange tunnel nodig had.
De Georgische Sovjetautoriteiten probeerden een directe spoor- of wegverbinding tussen de Zuid-Ossetische autonome oblast en de Noord-Ossetische autonome republiek te voorkomen uit angst voor nationalistische eenheid, maar moesten uiteindelijk zwichten voor het centrale gezag in Moskou. Er werd besloten een weg aan te leggen die het hele jaar open kon zijn. De bestaande verbindingen door de Grote Kaukasus waren gevoelig voor sneeuw, wat leidde tot seizoensluitingen. De Roki-tunnel werd in november 1984 geopend en was op dat moment met een lengte van 3.730 meter de langste binnen de Sovjet-Unie. De Transkam Highway door Roki werd in 1986 volledig voltooid.

## Foto's

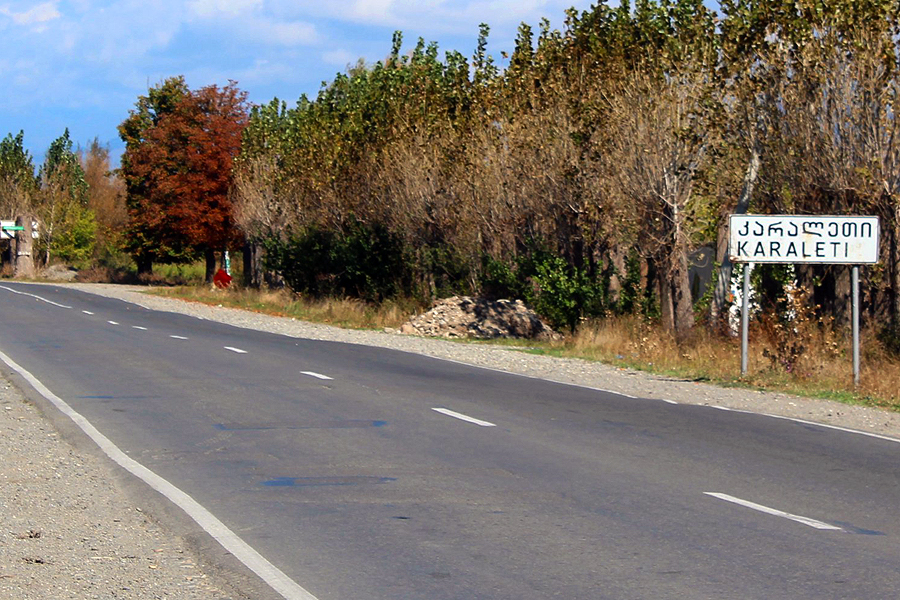
De S10 door Karaleti
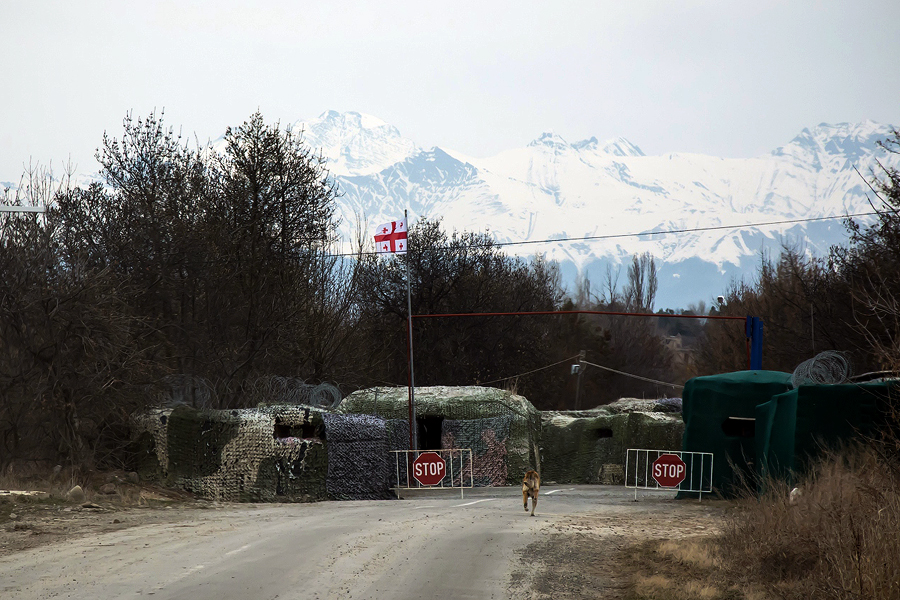
Feitelijk einde van de Georgische S10 bij Ergneti
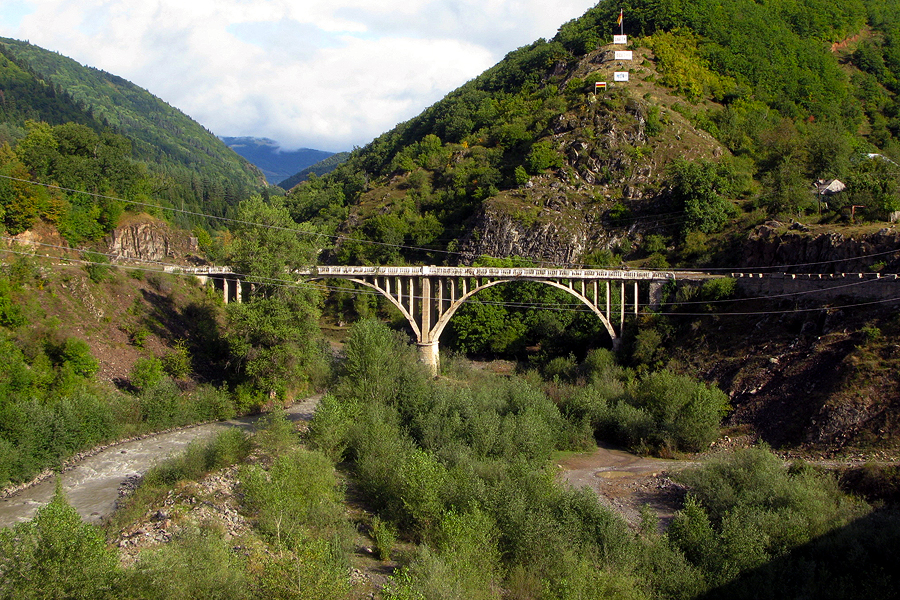
Goeftinsky Brug uit 1929
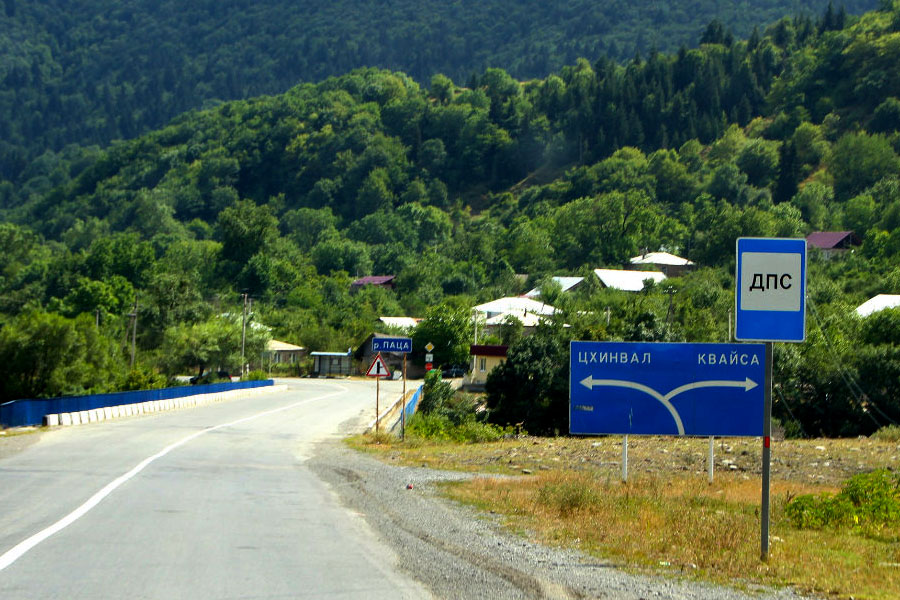
Weg naar Kvaisa
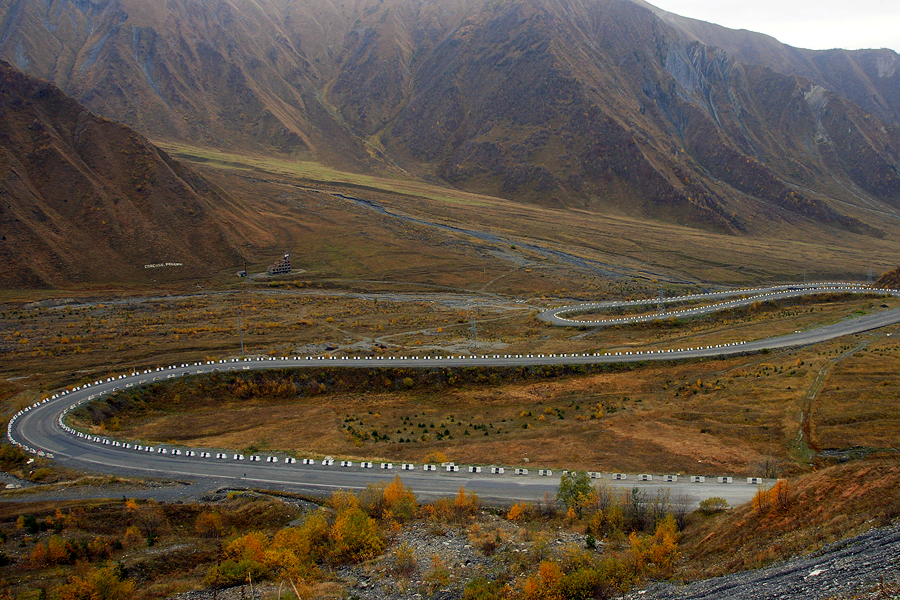
Klim naar de Roki-tunnel